# Der kleine Nick (Fernsehserie)
Der kleine Nick ist eine französisch-indisch-deutsch-luxemburgische 104-teilige Zeichentrickserie aus dem Jahr 2008, die auf der gleichnamigen Kinderbuchreihe von René Goscinny und Jean-Jacques Sempé basiert.

## Handlung
Es handelt über den Alltag des Kleinstadtjungen Nick mit seinen Erlebnissen in der Schule, mit seinen Freunden und seiner Familie.
Mit von der Partie sind der dicke Otto, sein bester Freund, der die ganze Zeit isst, Adalbert, der Klassenbeste, der bei Prügeleien immer wegrennt, der Angeber Georg aus reichem Haus, der starke Franz, der jedem eins auf die Nase haut, der strenge Lehrer Herr Hühnerfeld alias „Hühnerbrüh“ und viele mehr.

## Figuren
- Nick ist die Hauptfigur der Serie.
- Otto ist Nicks bester Freund. Er ist ziemlich dick und isst ständig.
- Georg hat einen reichen Vater, der ihm alles kauft, was er haben will. Er verkleidet sich sehr gerne und will immer der Chef sein.
- Franz ist der Stärkste der Klasse und gibt seinen Kameraden gern eins auf die Nase.
- Adalbert ist der Klassenbeste und der Liebling der Lehrerin. Bei den anderen ist er nicht sonderlich beliebt, aber da er eine Brille trägt, dürfen seine Kameraden ihn normalerweise nicht schlagen.
- Roland hat einen Vater, der Polizist ist, und besitzt darum eine Trillerpfeife.
- Chlodwig ist der Schlechteste der Klasse und geht aus Gewohnheit immer gleich in die Ecke, wenn er abgefragt wird.
- Max hat lange Beine und immer schmutzige Knie.
- Marie-Hedwig ist die hübsche, aber eingebildete Tochter von Nicks Nachbarn, den Kortschilds, und seine kleine Freundin.
- Luise spielt besser Fußball als manche der Jungen. Wenn Nick groß ist, möchte er sie heiraten.
- Nicks Eltern: Die Namen der Eltern werden nie genannt. Der Vater arbeitet in einem Büro und kommt oft sehr gestresst nach Hause. Die Mutter ist Hausfrau. Bei Streitereien droht sie ihrem Mann immer wieder, sie werde „zu ihrer Mutter zurückkehren“.
- Die Lehrerin: Auch die Lehrerin wird nicht namentlich benannt. Sie ist bei ihrer Klasse sehr beliebt, wird aber durch die Streiche ihrer Schüler oft sehr gefordert.
- Herr Hühnerfeld ist Hilfslehrer an der Schule und sehr streng. Er wird von den Schülern „Hühnerbrüh“ genannt, weil er zu ihnen immer sagt: „Seht mir mal tief in die Augen“, denn „in der Hühnerbrühe sind doch Augen.“
- Der Direktor der Schule wird auch nicht namentlich benannt. Er ist ebenfalls sehr streng und kommt gelegentlich unangemeldet in die Klasse. Sein erstes Wort ist dann immer "Setzen!", nachdem die Schüler von der Lehrerin aufgefordert wurden, aufzustehen.
- Herr Bleder wohnt nebenan. Er und Nicks Vater liefern sich immer wieder kindische Wettstreite oder ärgern einander, was manchmal in einer Prügelei endet.
- Nicks Oma tritt in den Geschichten nur selten persönlich in Erscheinung, schickt ihrem Enkel aber gelegentlich Geschenke, die für Aufregung in der Schule und für Meinungsverschiedenheiten zwischen den Eltern sorgen. Mit Nicks Vater versteht sie sich nicht besonders gut.
- Herr Aschenbrenner hat einen kleinen Laden in der Stadt. Er ist oft nicht gut auf Nick und seine Freunde zu sprechen, vor allem dann nicht, wenn die Kinder Radau vor seinem Laden machen oder Chaos im Laden anrichten.
- Rolands Vater ist, wie bereits erwähnt, Polizist. Er tritt in den Folgen nur selten persönlich in Erscheinung, nimmt aber beispielsweise in der Folge „Ehrlich währt am längsten“ eine größere Rolle ein, als er Nick, Otto, Chlodwig und Roland dabei hilft, die Besitzerin eines verloren gegangenen Portemonnaies zu finden.

## Episodenliste

### Staffel 1
| Nummer (gesamt) | Nummer (Staffel) | Deutscher Titel               | Erstausstrahlung (Kika) |
| 01              | 01               | Das verflixte Geschenk        | 06. Mai 2010            |
| 02              | 02               | Ein Nachmittag bei Adalbert   | 07. Mai 2010            |
| 03              | 03               | Das Fahrradrennen             | 08. Mai 2010            |
| 04              | 04               | Ich geh weg von zu Hause      | 09. Mai 2010            |
| 05              | 05               | Luise                         | 10. Mai 2010            |
| 06              | 06               | Blumenstrauß in Gefahr        | 11. Mai 2010            |
| 07              | 07               | Dschoscho                     | 12. Mai 2010            |
| 08              | 08               | Ich bin krank                 | 13. Mai 2010            |
| 09              | 09               | Club der Rächer               | 14. Mai 2010            |
| 10              | 10               | Mannschaftsgeist              | 15. Mai 2010            |
| 11              | 11               | Marie-Hedwig hat Geburtstag   | 16. Mai 2010            |
| 12              | 12               | King, der Frosch              | 17. Mai 2010            |
| 13              | 13               | Was ein Mädchen alles kann    | 18. Mai 2010            |
| 14              | 14               | Ganz ohne Umstände            | 19. Mai 2010            |
| 15              | 15               | Wir drucken eine Zeitung      | 20. Mai 2010            |
| 16              | 16               | Die Tombola                   | 21. Mai 2010            |
| 17              | 17               | Eine Erinnerung fürs Leben    | 22. Mai 2010            |
| 18              | 18               | Ich will nicht Schach spielen | 23. Mai 2010            |
| 19              | 19               | Der Geheimbrief               | 24. Mai 2010            |
| 20              | 20               | Die Armbanduhr                | 25. Mai 2010            |
| 21              | 21               | Oma kommt zu Besuch           | 26. Mai 2010            |
| 22              | 22               | Die Taschenlampe              | 27. Mai 2010            |
| 23              | 23               | Im Museum                     | 28. Mai 2010            |
| 24              | 24               | In der Pause hauen wir uns    | 29. Mai 2010            |
| 25              | 25               | Die Schulkreide               | 30. Mai 2010            |
| 26              | 26               | Der Empfang für den Minister  | 31. Mai 2010            |

### Staffel 2
| Nummer (gesamt) | Nummer (Staffel) | Deutscher Titel           | Erstausstrahlung (Kika) |
| 27              | 01               | Gegenstand mit Geschichte | 25. Oktober 2010        |
| 28              | 02               | Die Camper                | 25. Oktober 2010        |
| 29              | 03               | Das Fernglas              | 26. Oktober 2010        |
| 30              | 04               | Der Verkehrsunterricht    | 26. Oktober 2010        |
| 31              | 05               | Chlodwig weiß was         | 27. Oktober 2010        |
| 32              | 06               | Max, der Zauberer         | 27. Oktober 2010        |
| 33              | 07               | Die Rechenarbeit          | 28. Oktober 2010        |
| 34              | 08               | Die Quarantäne            | 28. Oktober 2010        |
| 35              | 09               | Nick räumt auf            | 29. Oktober 2010        |
| 36              | 10               | Live im Radio             | 29. Oktober 2010        |
| 37              | 11               | Peng!                     | 30. Oktober 2010        |
| 38              | 12               | Nick findet einen Hund    | 30. Oktober 2010        |
| 39              | 13               | Entschuldigungen          | 31. Oktober 2010        |
| 40              | 14               | Die Babysitterin          | 31. Oktober 2010        |
| 41              | 15               | Streiche sind prima       | 1. November 2010        |
| 42              | 16               | Wir schwänzen die Schule  | 1. November 2010        |
| 43              | 17               | Die Trompete              | 2. November 2010        |
| 44              | 18               | Die Leichtathleten        | 2. November 2010        |
| 45              | 19               | Die Burg                  | 3. November 2010        |
| 46              | 20               | Ehrlich währt am längsten | 3. November 2010        |
| 47              | 21               | Die Rollschuhe            | 4. November 2010        |
| 48              | 22               | Wir drehen einen Film     | 4. November 2010        |
| 49              | 23               | Nick geht einkaufen       | 5. November 2010        |
| 50              | 24               | Puppenvater für einen Tag | 5. November 2010        |
| 51              | 25               | Ottos Wette               | 6. November 2010        |
| 52              | 26               | Mama fährt Auto           | 6. November 2010        |

### Staffel 3
| Nummer (gesamt) | Nummer (Staffel) | Deutscher Titel             | Erstausstrahlung (Kika) |
| 53              | 01               | Meuterei                    | 24. Mai 2012            |
| 54              | 02               | Die Fußballübertragung      | 25. Mai 2012            |
| 55              | 03               | Tuuuuuut!                   | 26. Mai 2012            |
| 56              | 04               | Der Aufsatz                 | 27. Mai 2012            |
| 57              | 05               | Telefonstreiche             | 28. Mai 2012            |
| 58              | 06               | Bonbon, das Kätzchen        | 29. Mai 2012            |
| 59              | 07               | Mädchen!                    | 30. Mai 2012            |
| 60              | 08               | Die rosa Vase               | 31. Mai 2012            |
| 61              | 09               | Beim Zahnarzt               | 1. Juni 2012            |
| 62              | 10               | Ritterspiele                | 2. Juni 2012            |
| 63              | 11               | Schoko-Erdbeer-Eis          | 3. Juni 2012            |
| 64              | 12               | Die grünen Schuhe           | 4. Juni 2012            |
| 65              | 13               | Herr Flickmann hat Aufsicht | 5. Juni 2012            |
| 66              | 14               | Glücksspiele                | 6. Juni 2012            |
| 67              | 15               | Der Waldlauf                | 7. Juni 2012            |
| 68              | 16               | Oh Tannenbaum!              | 8. Juni 2012            |
| 69              | 17               | Weihnachten ist prima!      | 9. Juni 2012            |
| 70              | 18               | Unsere Hütte                | 10. Juni 2012           |
| 71              | 19               | Die Belohnung               | 11. Juni 2012           |
| 72              | 20               | Der Zahn                    | 12. Juni 2012           |
| 73              | 21               | Schlaflos im Zeltlager      | 13. Juni 2012           |
| 74              | 22               | Streitereien und Pralinen   | 14. Juni 2012           |
| 75              | 23               | Briefmarken-Tauschgeschäfte | 15. Juni 2012           |
| 76              | 24               | Spaß mit Herrn Bleder       | 16. Juni 2012           |
| 77              | 25               | Das Zauberkunststück        | 17. Juni 2012           |
| 78              | 26               | Die vier Musketiere         | 18. Juni 2012           |

### Staffel 4
| Nummer (gesamt) | Nummer (Staffel) | Deutscher Titel                  | Erstausstrahlung (Kika) |
| 79              | 01               | Unsere Väter sind Freunde        | 31. Oktober 2012        |
| 80              | 02               | Das Puzzle                       | 31. Oktober 2012        |
| 81              | 03               | Ich bin der Beste                | 1. November 2012        |
| 82              | 04               | Das Fußballspiel                 | 1. November 2012        |
| 83              | 05               | Die Spurensuche                  | 2. November 2012        |
| 84              | 06               | Die Segelboote                   | 2. November 2012        |
| 85              | 07               | Der Fotoapparat                  | 5. November 2012        |
| 86              | 08               | In der Schulkantine              | 5. November 2012        |
| 87              | 09               | Was wir später mal werden wollen | 6. November 2012        |
| 88              | 10               | Pausenspiele                     | 6. November 2012        |
| 89              | 11               | Der Schokoladenkuchen            | 7. November 2012        |
| 90              | 12               | Einkaufen mit Papa               | 7. November 2012        |
| 91              | 13               | Die Malergehilfen                | 8. November 2012        |
| 92              | 14               | Der Rugbyball                    | 8. November 2012        |
| 93              | 15               | Das Seifenkisten-Rennen          | 9. November 2012        |
| 94              | 16               | Allein zu Hause                  | 9. November 2012        |
| 95              | 17               | Das Picknick                     | 12. November 2012       |
| 96              | 18               | Die Zwillinge                    | 12. November 2012       |
| 97              | 19               | Herr Hühnerbrüh                  | 13. November 2012       |
| 98              | 20               | Der Doktor                       | 13. November 2012       |
| 99              | 21               | Das Parfum                       | 14. November 2012       |
| 100             | 22               | Der Bauarbeiter                  | 14. November 2012       |
| 101             | 23               | Der Apfelkuchen                  | 15. November 2012       |
| 102             | 24               | Das Geschenk                     | 15. November 2012       |
| 103             | 25               | Chlodwig zieht um                | 16. November 2012       |
| 104             | 26               | Der kleine Däumling              | 16. November 2012       |